# Every Time I Die
Every Time I Die fue una banda de metalcore originaria de Buffalo, Nueva York, fundada en el invierno de 1998.

## Biografía
La banda fue creada por los hermanos Keith y Jordan Buckley, a los que se añadía el guitarrista Andrew Williams, el bajista John McCarthy, y el baterista Michael "Ratboy" Novak.
En su primera gira tocando por la zona de Buffalo, Nueva York y Toronto, Canadá, la banda conoce al productor Chris Logan de Goodfellow Records. Con él editarían su primer EP Burial Plot Bidding War en el año 2000
Al año siguiente, Aaron Radaczyk reemplaza a McCarthy como bajista antes de que la banda edite su primer larga duración Last Night In Town en Ferret Records, que iría seguido de una gira junto Killswitch Engage.
En 2003, Steven Micciche reemplaza a Ratajczak al bajo para el segundo disco Hot Damn! y la gira correspondiente junto a la Steve-O de la serie de televisión Jackass de MTV.
Micciche abandona la formación en 2005, siendo reemplazado por Kevin Faulk de Between the Buried and Me. Tres meses después de las sesiones de grabación de Gutter Phenomenon, es reemplazado por Chris Byrnes de NORA, quien dejaría la banda tras el Warped Tour 2006.
Su sexto bajista, Keller Harbin de The Chariot, sustituiría a a Byrnes antes de la gira con Atreyu, From First to Last y Chiodos.
En 2007 editan su cuarto disco, The Big Dirty, y forman parte de la gira Sounds of the Underground 2007.
El 1 de enero de 2012 anunciaron la salida de su nuevo álbum titulado Ex Lives, acompañado del videoclip de su sencillo Underwater Bimbos from Outer Space, en el que la banda confirmaba la fecha de lanzamiento para el 6 de marzo.
A finales del 2021, Keith Buckley, lanzó un tuit donde mencionó que se tomaría un descanso de la banda:
“El cuidado de mi salud mental ha tomado una prioridad por encima de todo en mi vida. El amor que me ha traído en todo ha sido claro para todos los que me han visto y aprecio mi progreso demasiado como para permitir un retroceso. Me estoy dando un descanso de ETID para prepararme para los TTS".
Finalmente, el 17 de enero del 2022, el resto de los integrantes lanzaron un comunicado donde se deslindaron de Buckley:
"No ha habido comunicación directa con Keith porque es imposible contactarlo directamente o nos ha cortado toda vía.
Every Time I Die éramos estos cinco integrantes y nunca cedimos o aceptamos cualquier cambio. Simplemente no es verdad que la banda continuará con un nuevo cantante. Finalmente, no estaríamos aquí sin toda persona que ha apoyado a la banda de cualquier y toda forma posible.
Aunque estamos extremadamente decepcionados de como todo esto salió en línea enfrente de ustedes, su apoyo y recuerdos que tenemos de ustedes siempre serán celebrados. Nos vemos pronto“.

## Miembros

### Última alineación
- Keith Buckley: voz (1998-2022)
- Jordan Buckley: guitarra solista (1998-2022)
- Andrew Williams: guitarra rítmica
- Clayton "Goose" Holyoak: batería, percusión (2017-2022)
- Steve Micciche: bajo (2001-2005, 2011-2022)

### Pasados
- Sean Hughes: batería, percusión (1998)
- John McCarthy: bajo (1998-1999)
- Aaron Ratajczak: bajo (1999-2003)
- T. Colin Dunlevy: bajo (2003-2005)
- Chris Byrnes: bajo (2005)
- Kevin Falk: bajo (2005-2006)
- Mike Novak: batería, percusión (1998-2008)
- Josh Newton: bajo (2007-2011)
- Ryan Leger: batería, percusión (2009-2015)
- Daniel Davidson: batería, percusión (2015-2017)

### Miembros de gira
- Keller Harbin: bajo (2006-2007)
- Jake Schultz: bajo (2007, miembro de Norma Jean)
- Steve Bache: batería, percusión (2008-2009)

## Discografía

### LP
- 2001: Last Night in Town (relanzado en 2004)
- 2003: Hot Damn!
- 2005: Gutter Phenomenon (relanzado en 2006, junto a un DVD)
- 2007: The Big Dirty (la edición especial contiene un DVD)
- 2009: New Junk Aesthetic
- 2012: Ex Lives
- 2014: From Parts Unknown
- 2016: Low Teens
- 2021: Radical

### EP
- 1999: Demo Tape
- 2000: Burial Plot Bidding War (relanzado en 2003)

### Apariciones en compilatorios
- 1999: "HEX seven inch comp."
  - "Affection at Gunpoint"
- 1999: "The Sound and The Fury Compilation" (de Redstar Records)
  - "Pincushion"
- 2004: "Guns N' Roses Tribute: Bring You to Your Knees"
  - "I Used To Love Her"
- 2005: "Progression Through Aggression II" de Ferret Music)
  - "Guitared and Feathered"
- 2005: "Ferret Music Winter 2005 Sampler" de Ferret Music)
  - "Guitared and Feathered [Demo]"
- 2005: "Masters of Horror"
  - "Keith the Music" [Demo de "Kill the Music"]
- 2007: "Saw IV Soundtrack"
  - "We'rewolf"
- 2009: "Saw VI Soundtrack"
  - "Roman Holiday"

### DVD
- Party Pooper (relanzado junto a la edición especial de New Junk Aesthetic, 2009)
- The Dudes and Don'ts of Recording (relanzado junto a la edición deluxe de The Big Dirty, 2007)
- Shit Happens (2006)
- Sounds of the Underground
- At Home With Every Time I Die (relanzado junto a Hot Damn!, 2003)
- Hellfest